# 요제프 1세
요제프 1세(독일어: Joseph I, 1678년 7월 26일 ~ 1711년 4월 17일)는 신성 로마 제국의 황제이자 보헤미아의 국왕, 헝가리와 크로아티아의 국왕이다. 보헤미아의 국왕 요세프 1세(체코어: Josef I.), 헝가리와 크로아티아의 국왕 요제프 1세(헝가리어: I. József, 슬로바키아어: Jozef I. 요제프 1세, 크로아티아어: Josip I. 요시프 1세)에 해당한다.

## 생애
신성 로마 제국의 황제 레오폴트 1세와 그의 세 번째 아내이자 팔츠 선제후 필리프 빌헬름의 딸인 엘레오노레 막달레네 사이에서 1678년 7월 26일 빈에서 태어났다. 1687년 헝가리 왕이 되었으며, 1690년에는 로마 왕으로 선출되었다. 1699년에는 브라운슈바이크-뤼네부르크 공작 요한 프리드리히의 딸인 아말리아 빌헬미네와 결혼하였다. 1702년에 발발한 스페인 왕위계승전쟁에서 바덴바덴 변경백 루트비히 빌헬름의 군대와 함께 란다우 공성전에 참가했다.
1705년 아버지 레오폴트 1세의 뒤를 이어 신성 로마 제국의 황제로 즉위하였다. 요제프 1세가 신뢰하던 장군인 사부아 공자 외젠은 이탈리아에서 루이 14세의 군대를 격퇴하기도 하고 말보로 공작 존 처칠과 함께 독일, 플랑드르 일대에서 승리하기도 하였다. 그의 통치기에 헝가리는 라코치 페렌츠 2세의 반란으로 인하여 혼란스러웠다. 페렌츠는 결국 프랑스로 망명해야 했으나 요제프 1세 역시 손실을 보았다. 요제프 1세는 부황 레오폴트 1세가 입안한 많은 법안을 다시 되돌렸고, 이에 따라 많은 적을 두게 되었으며, 그의 권한이라고 생각하는 부분을 되찾기 위해서 이들과 마찰을 빚게 되었다. 또한 교황에 대해서는 독립적인 입장을 취했고 아버지에게 많은 영향을 미쳤던 예수회에 대해서는 적대적이었다. 요제프 1세는 합스부르크 제국이 분열되는 것을 막기 위해 왕위계승에 대한 국사조칙에 대한 재고를 시작하였는데, 요제프 1세의 뒤를 이은 동생 카를 6세 역시 이에 대해 계속해서 문제를 제기하였다. 요제프 1세는 천연두에 걸려 1711년 4월 17일 빈에서 사망하였다.

## 참고 자료
본 문서에는 현재 퍼블릭 도메인에 속한 브리태니커 백과사전 제11판의 내용을 기초로 작성된 내용이 포함되어 있습니다.